# 科瓦倫基 (蘇梅區)
51°6′38″N 34°18′57″E / 51.11056°N 34.31583°E
科瓦倫基（烏克蘭語：Коваленки）是位於烏克蘭東北部的村莊，由蘇梅州蘇梅區的比洛皮利亞市鎮負責管轄。該村處於維爾河右岸，距離奧梅利琴基1公里，海拔高度135米，2001年人口19。